# ジョン・キャンベル (第2代アーガイル公爵)
第2代アーガイル公ジョン・キャンベル（John Campbell, 2nd Duke of Argyll, KG, PC, 1678年10月10日 - 1743年10月4日）は、スコットランドの貴族・軍人。初代アーガイル公アーチボルド・キャンベルとヘルミンガム男爵ライオネル・タルマッシュの娘エリザベスの長男でアーチボルド・キャンベルの兄。イギリスの軍人として活動、イギリス貴族に列せられた。

## 生涯
1689年に父が名誉革命の恩賞でイングランド王ウィリアム3世からアーガイル伯爵位と連隊指揮権を与えられた影響で、1694年に僅か16歳で歩兵連隊隊長となり短期間大同盟戦争に従軍、連隊解散後は1699年から1700年にかけてグランドツアーに出かけた。1701年に父がアーガイル公に叙爵、1703年に父が亡くなりアーガイル公位を継承し、1705年にグリニッジ伯・チャタム男爵にも叙爵されイングランド貴族に列せられた。
スコットランドとイングランドの合同交渉に参加して不穏な国内を説得して回り、1707年のグレートブリテン王国成立に貢献する一方でスペイン継承戦争でイングランド軍に加わり、司令官のマールバラ公ジョン・チャーチルの下で1706年のラミイの戦いとスペイン領ネーデルラント平定、1708年のアウデナールデの戦い、翌1709年のマルプラケの戦いに参戦してフランス軍と戦い、1710年にガーター勲章を受勲、1711年にトーリー党の幹部で政府首班の第一大蔵卿ロバート・ハーレーとヘンリー・シンジョンにスペイン方面の司令官に任命された。
しかし、トーリー党政権は裏でフランスと単独和平交渉を行っていて、和睦のためにそれまで大陸で戦っていた遠征軍に交戦停止命令を通達していたため、手柄を挙げられないまま1712年にイングランドとフランスが和睦してイギリス軍の解散を迎えた上、トーリー党から弾劾されたことに危機感を抱きホイッグ党と結んで政府批判を展開、1714年7月にハーレーが失脚、アン女王が危篤になるとサマセット公チャールズ・シーモアと共に枢密院へ入場してシンジョンの大蔵卿就任を阻止（後任はシュルーズベリー公チャールズ・タルボット）、ジョージ1世がドイツからイギリスに到着して即位するまでイギリスの政治を任される委員の1人に選ばれ、トーリー党が没落、ホイッグ党が与党となったハノーヴァー朝の下で政治に携わった。
1715年、スコットランドでジャコバイトがマー伯ジョン・アースキンに率いられて蜂起すると鎮圧に向かいシェリフミュアの戦いで勝利を飾り翌1716年に反乱を鎮圧した。1718年に王室家政長官、1719年にグリニッジ公に叙せられ、イギリスの首相となったロバート・ウォルポールに閣僚として協力していった。軍隊でも昇進を重ね兵站部総監、ロイヤル・ホースガーズ隊長、陸軍元帥となり、1741年にロンドンで設立された児童養護病院ファウンドリング・ホスピタルの監督を務め、1742年にイギリス軍最高司令官に任命された。翌1743年に64歳で死去、ウェストミンスター寺院へ埋葬された。息子が無かったためグリニッジ公位は消滅、弟のアーチボルドがアーガイル公位を継承した。

## 子女
1710年にジョン・ブラウンの娘メアリーと結婚したがすぐに離婚した。子供はいない。
1717年にトマス・ウォーバートンの娘ジェーンと再婚、4人の子を儲けた。
1. キャロライン（1717年 - 1794年） - バクルー公フランシス・スコットの息子のダルキース伯フランシス・スコットと結婚、ヘンリー・スコットの母。
2. エリザベス（1718年 - 1799年） - ジェイムズ・ステュアート＝マッケンジーと結婚
3. アン（1720年 - 1785年） - ストラフォード伯ウィリアム・ウェントワースと結婚
4. メアリー（1727年 - 1811年） - コーク子爵エドワード・コークと結婚